# Мак-Доуэлл, Эдуард
Эдуард Александер Мак-Доуэлл (Макдауэлл, Макдоуэлл, англ. Edward MacDowell; 18 декабря 1860, Нью-Йорк — 23 января 1908, Нью-Йорк) — американский пианист и композитор периода романтизма. Вместе с Джоном Ноулзом Пейном, Артуром Футом, Джорджем Чедуиком, Эми Бич и Горацио Паркером составлял так называемую Бостонскую шестёрку — круг композиторов, внёсших значительный вклад в становление американской академической музыки.

## Биография
Родился в семье квакеров ирландско-шотландского происхождения. Начал учиться музыке у жившего в США колумбийского скрипача Хуана Буйтраго (исп. Juan Buitrago; 1834—1914), затем занимался под руководством кубинского пианиста Пабло Девернина; по преданию, на формирование юного музыканта повлияла также возможность наблюдать за занятиями виртуозной пианистки Тересы Карреньо, входившей в тот же круг обосновавшихся в США латиноамериканских музыкантов. В 1876 году отправился для продолжения образования в Европу, где сперва поступил в Парижскую консерваторию; в классе фортепиано Антуана Мармонтеля Мак-Доуэлл обучался вместе с Клодом Дебюсси, теорию изучал под руководством Мари Габриэля Савара. Однако нараставшее у Мак-Доуэлла чувство неудовлетворённости французской пианистической школой достигло кульминации после того, как он услышал в исполнении Николая Рубинштейна Первый концерт для фортепиано с оркестром П. И. Чайковского: Мак-Доуэлл покинул Париж и перебрался в Германию, где учился как пианист в Штутгартской консерватории у Зигмунда Леви, в Висбадене у Луи Элерта и в Консерватории Хоха у Карла Хаймана; здесь он также занимался композицией под руководством Иоахима Раффа.
Окончив обучение в 1880 году, Мак-Доуэлл в течение года преподавал фортепиано в Дармштадте в Академии Шмита. Поворотным моментом в его карьере стал визит в 1882 году в Веймар к Францу Листу, которому он исполнил свой первый фортепианный концерт (на втором фортепиано ему аккомпанировал Эжен д’Альбер). Одобрение Листа привело к заключению Мак-Доуэллом первых контрактов на публикацию своих произведений и общей переориентации на композиторскую карьеру. Вплоть до 1888 года Мак-Доуэлл жил преимущественно в Германии, в Висбадене, после чего наконец принял приглашение вернуться на родину в США и заняться реорганизацией американской музыкальной жизни.

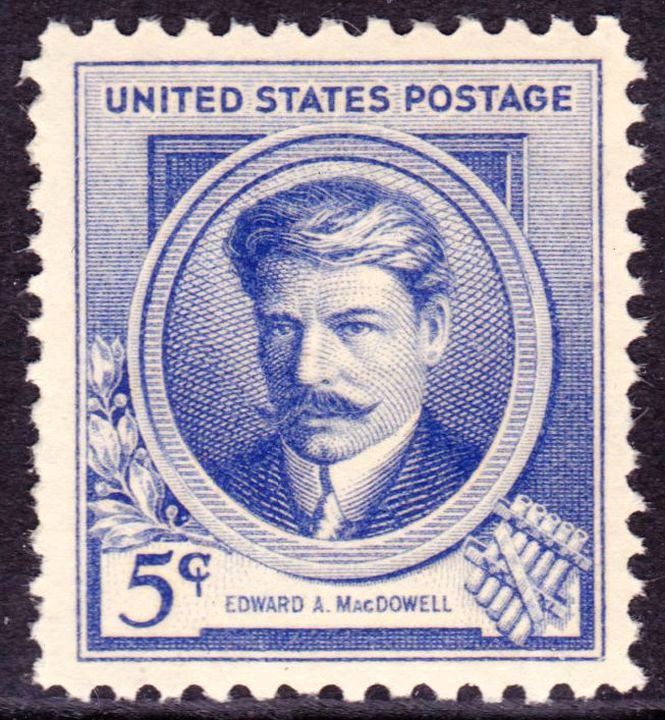
Марка США с портретом Мак-Доуэлла (1940)

Первоначально Мак-Доуэлл поселился в Бостоне, дебютировав 19 ноября 1888 года в концерте с Квартетом Кнайзеля; произведения Мак-Доуэлла исполнял Бостонский симфонический оркестр. Затем в 1896—1904 гг. он преподавал в Колумбийском университете, став первым в США профессором музыки. Среди учеников Мак-Доуэлла ряд известных американских музыкантов; учился у него и лингвист Эдуард Сепир. В 1904 г. Мак-Доуэлл стал одним из семи академиков-основателей Американской академии искусств и литературы. В том же году, однако, композитора настигла душевная болезнь, вынудившая его прекратить любую творческую деятельность.

## Творчество
Основные произведения Мак-Доуэлла связаны с фортепиано. Для фортепиано соло он написал четыре сонаты («Трагическая», «Героическая», «Норвежская» и «Кельтская», 1893—1901) и несколько сюит, из которых наибольшее значение имеют Первая и Вторая Современные сюиты (1883), «Лесные эскизы» (англ. Woodland Sketches; 1896, включает знаменитую пьесу «К дикой розе», англ. To a Wild Rose), «Морские пьесы» (англ. Sea pieces; 1898) и «Идиллии Новой Англии» (англ. New England Idylls; 1902), а также ряд мелких пьес (частично под псевдонимом Эдгар Торн, англ. Edgar Thorn). Важное значение для американской музыки имели также два фортепианных концерта Мак-Доуэлла (1885 и 1890). Вторая (Индейская) сюита Мак-Доэулла для оркестра (1897) стала одной из первых попыток музыкальной обработки индейского фольклора.